# Бровченко Віктор Валерійович
Бро́вченко Ві́ктор Вале́рійович (нар. 11 жовтня 1976) — колишній український футболіст, півзахисник.
Віктор Валерійович грав у багатьох українських клубах: Нива (Вінниця), Чорноморець (Одеса), Карпати-2 та Карпати (Львів), Закарпаття (Ужгород), Скала (Стрий). А також за кордоном: в Угорщині — ЗСК (Будапешт); у Росії — Торпедо (Москва), Локомотив НН, Металург-Кузбас та у Китаї — Ляонін Хонгюн. Перший свій матч Віктор Бровченко провів за вінницьку Ниву проти стрийської Скали 27 березня 1993 року. У 2007 році Бровченко зіграв свій останній матч за китайський Ляонін Хонгюн.

## Особисте життя
Батько Віктора Бровченка, Валерій Бровченко, також був футболістом, грав за низку клубів класу «Б» та радянської другої ліги, у тому числі вінницької «Ниви», після завершення футбольної кар'єри футбольний арбітр та дитячий футбольний тренер.